# Gaggia
Gaggia — итальянский производитель кофемашин.

## История
Владелец бара в Милане Джованни Акилле Гаджиа экспериментировал с кофейными аппаратами того времени. Он не был удовлетворён качеством приготовления доступной техники, но ему удалось разработать вращающийся винтовой поршень, который он подключил к бойлеру кофеварки. Поршень под давлением продавливал воду через прессованный молотый кофе. Главной особенностью изобретения Гаджиа стало исключение непосредственного участия горячего пара для приготовления кофе. 5 сентября 1938 года изобретателем был получен патент № 365726 на производство поршневых (рычажных или леверных) эспрессо-кофеварок.
В своём кафе-баре Гаджиа установил новый аппарат. При экстракции кофе на его поверхности образовывалась ароматная микродисперсная пенка, называемая крема́; сам же напиток стал называться эспрессо. Гаджиа дорабатывал устройство своей кофемашины, добавив пружину в конструкцию рычажного поршня. За счёт этого усовершенствования давление рычага, применяемое к кофе, стало независимым от давления в бойлере. Пружина позволяла довольно быстро пропустить необходимое количество горячей воды через закладку кофе для получения лучшего вкуса напитка.
Компания Gaggia была основана в Милане в 1947 году и официально зарегистрирована в 1948 году. В этом же году компания начала производство модели Gaggia Gilda, первой кофемашины для дома. Она была названа в честь героини Риты Хейворт в одноимённом фильме 1946 года. Компания продолжает производить кофейное оборудование (а также аксессуары) — от классических ручных машин до инновационных супер-автоматических моделей. Производственные мощности компании по-прежнему находятся в Милане. В 2015 году было запущено производство в Румынии.
В 1999 году Gaggia S.p.A. была поглощена итальянским конкурентом Saeco International Group, которая в свою очередь в 2009 году была куплена нидерландским производителем Philips. Однако Gaggia до сих пор является самостоятельным юридическим лицом и использует отдельную производственную линию, но вместе с тем использует конструкции Saeco в некоторых из своих моделей. До поглощения Philips бойлеры кофемашин Gaggia были алюминиевыми, теперь в производстве также бойлеры из нержавеющей стали.